# Olcay Şahan
Olcay Şahan (Düsseldorf, 26 maggio 1987) è un allenatore di calcio ed ex calciatore turco, di ruolo centrocampista, tecnico dell'Altınordu.

## Carriera

### Club

#### Gli inizi
Nativo di Düsseldorf ma di origine turca, inizierà la propria carriera giovanile tra le file del Bayer Leverkusen, tra il 1998 e il 2000. Proprio nel 2000, tornerà a giocare nella sua città natale, venendo annesso alle giovanili del Fortuna Düsseldorf. Nel 2004, si meriterà l'attenzione del Borussia M'Gladbach, venendo ben presto relegato alla seconda squadra del club tedesco, dove totalizzerà 75 presenze e 16 reti, nonostante non abbia convinto molto, ma divenne una presenze piuttosto fissa per il club. Tuttavia, il club deciderà di non annetterlo alla prima squadra.
Il 1⁰ luglio 2008, sarà ceduto gratuitamente al Duisburg, venendo inizialmente relegato alla seconda squadra, dove sarà reduce di prestazioni monstre, segnando 12 reti in 14 presenze all'attivo.

#### La prima esperienza professionistica
Date le sue prestazioni autorevoli, la società deciderà di annetterlo finalmente alla prima squadra. Nella sua permanenza al Duisburg, giocherà 73 partite segnando solamente 11 reti, pur non convincendo tutto l'ambiente, ma rimarrà comunque una presenze piuttosto fissa per il club tedesco.

#### Kaiserslautern
Il 1⁰ luglio 2011, sarà ceduto a titolo gratuito al Kaiserslautern, dove però deluderà molto, andando a segno una sola volta in 27 presenze all'attivo.

#### Beşiktaş
Il 1⁰ luglio 2012, firmerà per 800.000 euro per il Beşiktaş, andando a giocare per la prima volta in assoluto in Turchia. Ben presto, diventerà una vera e propria bandiera per il club, guadagnandosi anche più volte la fascia di capitano. Nel 2013, inoltre, guadagnerà la sua prima convocazione in assoluto per la Nazionale di calcio della Turchia. Tuttavia, per il club totalizzerà 142 presenze andando a segno per 34 volte.

#### Trabzonspor
Alla scadenza del suo contratto quinquennale che lo legava al Beşiktaş, il 12 gennaio 2017 il calciatore turco firmerà per il Trabzonspor, per un equivalente di 200.000 euro, per un contratto triennale. Pur non riuscendo più ad imitare il ritmo di reti a cui era abituato, la sua esperienza non sarà una delle peggiori, perché infatti riuscirà a totalizzare 64 presenze segnando comunque 7 reti.

#### Denizlispor
Il 15 agosto 2019, si separerà ufficialmente in scadenza di contratto dal Trabzonspor, accasandosi ufficialmente al Denizlispor a titolo gratuito per un contratto annuale. Durante la sua esperienza, non riuscirà a convincere l'ambiente, totalizzando 26 presenze senza mai andare a segno.

#### Yeni Malatyaspor
Il 5 ottobre 2020, firmerà un altro contratto di durata annuale, stavolta con lo Yeni Malatyaspor. Il centrocampista turco, stavolta però, delude molto di più di quanto ci si aspettava, scendendo in campo solamente 12 volte senza mai segnare nella stagione 2020-2021.
Il 1⁰ luglio 2021, il suo contratto con il club scadrà, rimanendo svincolato.
L'8 settembre successivo, deciderà di ritirarsi dalle attività calcistiche.

#### Il ritorno in campo
Il giocatore, infine, deciderà che non è ancora arrivata l'ora di appendere gli scarpini al chiodo, così, l'8 luglio 2022 firmerà per l'Afjet Afyonspor, militante nella TFF 2. Lig, ovvero, la terza divisione del campionato turco.

### Nazionale
Viene convocato per gli Europei 2016 in Francia.

## Palmarès

### Club

#### Competizioni nazionali
- Campionato turco: 1

Beşiktaş: 2015-2016